# Jasieniec (Silésie)
Pour les articles homonymes, voir Jasieniec.
Jasieniec est une localité polonaise de la gmina de Pilica, située dans le powiat de Zawiercie en voïvodie de Silésie.